# Craig Reedie
Craig Collins Reedie (Stirling, 6 maggio 1941) è un ex giocatore di badminton e dirigente sportivo britannico, ex presidente della World Anti-Doping Agency (WADA), della British Olympic Association e vicepresidente del Comitato Olimpico Internazionale.
Campione di doppio di badminton dal 1962 al 1970, Reedie è stato inoltre presidente della International Badminton Federation (IBF).
Oltre al suo incarico nel CIO, Reedie è stato anche nel consiglio di amministrazione del Comitato Organizzatore delle Olimpiadi di Londra del 2012. Reedie ha anche fatto parte della Commissione di valutazione per le Olimpiadi estive del 2016 a Rio de Janeiro e per quelle di Tokyo 2020.
Nel novembre 2013 Reedie è stato eletto terzo presidente della WADA, iniziando il suo mandato di tre anni il 1º gennaio 2014.